# Talita Te Flan
Talita Marie Te Flan (Gavardo, 2 giugno 1995) è una nuotatrice ivoriana naturalizzata italiana, specializzata nello stile libero.
Di madre italiana e di padre ivoriano si avvicina al nuoto sin dall'infanzia e prende parte a molteplici competizioni in Italia a livello provinciale, regionale e nazionale.
Dopo aver conseguito la maturità classica, nel 2015 partecipa rappresentando la Costa D'Avorio ai XVI Campionati Mondiali di nuoto a Kazan, Russia e ai XI Giochi Panafricani a Brazzaville, Congo. Nella competizione panafricana raggiunge due quarti posti: nei 1500 m stile libero e negli 800 m stile libero e con entrambi segna il nuovo record ivoriano.
Nel maggio 2016 prende parte ai Campionati Africani di nuoto per la zona 2 a Dakar, Senegal risultando l'atleta più medagliata della competizione con i titoli di best female performance e best female swimmer.
Attualmente detiene il record ivoriano nei 200, 400, 800 e 1500 m stile libero. In Italia si allena a Brescia e gareggia con la squadra Vittoria Alata.
Ha partecipato ai Giochi della XXXI Olimpiade di Rio de Janeiro nel 2016.